# Abisare
Abisare (in greco antico: Ἀβισάρης?; in latino Abisăres; ... – 325 a.C.) è stato un principe indiano.
Vissuto nel quarto secolo a.C., regnò sul paese a nord del regno di Poro, di cui era amico, nella regione sud-orientale dell'attuale Kashmir. Dopo la vittoria su Poro, Alessandro Magno ebbe da lui assicurazioni di sottomissione e lo lasciò in possesso dei suoi domini che nel 325 a.C., anno della morte del principe, passarono al figlio.

## Biografia
Abisare - come altri principi indiani, fra cui Tassile - si faceva chiamare Abhisara dal nome dell'area che governava, la regione montuosa tra i fiumi Idaspe e Acesine. Il suo territorio era a nord del regno di Poro. Entrambi i principi combatterono la bellicosa tribù indiana degli Ossidirachi qualche tempo prima dell'arrivo di Alessandro, senza riuscire a ottenere grandi successi.
Nella sua campagna in India, nella seconda metà del 327 a.C., Alessandro Magno, dopo la difficile conquista della città fortificata di Massaga, conquistò anche la città di Ora, nonostante i suoi abitanti avessero ricevuto il sostegno militare di Abisare. Successivamente, in un'impresa molto ardua, riuscì a sconfiggere anche la fortezza montana di Aornos, situata nei pressi dell'Indo. Si spostò quindi verso l'Indo passando per Dyrta all'inizio del 326 a.C., con la popolazione locale che cercò rifugio presso Abisare.
Dopo aver attraversato l'Indo (primavera del 326 a.C.), Alessandro si recò dapprima nel territorio dell'amico principe indiano Tassile, che era in rapporti ostili con Poros e Abisares. Il prossimo obiettivo di Alessandro fu l'impero di Poros, che governava il Punjab sud-orientale, perché Poros non era disposto a sottomettersi, ma si alleò con il suo vicino Abisare, che non era molto più debole in termini di potenza militare, contro il re macedone. Alessandro, da parte sua, voleva prevenire un'unificazione delle forze dei due sovrani indiani con un rapido attacco a Poro. Ma ancor prima che questa offensiva avesse luogo, Abisare inviò degli inviati ad Alessandro, che si trovava a Taxila, la capitale di Tassile, come apparente dimostrazione di resa, e rimase anche fuori dalla conseguente guerra tra il conquistatore macedone e Poro.
Dopo la sconfitta di Poro nella battaglia delle Idaspe, nel giugno del 326 a.C., Abisare inviò nuovamente delegati di alto rango, tra cui il fratello, ad Alessandro con ricchi doni, tra cui 30 elefanti, per dichiarare la sua completa sottomissione. Anche Arsace, che governava una regione adiacente all'impero di Abisare, si presentò in quel periodo con questa legazione ad Alessandro. Gli inviati hanno giustificato il fatto che Abisare non sia venuto di persona, come richiesto, con la sua malattia. In ogni caso, Alessandro lo lasciò in possesso del suo impero e mise sotto il suo controllo anche il territorio di Arsace, ma dovette pagare un tributo annuale.
Abisare morì a causa della sua malattia già nel 325 a.C., dopodiché il suo governo - probabilmente con il consenso di Alessandro - passò al figlio omonimo, del quale non ci sono ulteriori tradizioni.